# Benno Gut
Benno Gut (1. travnja 1897. – 8. prosinca 1970.) bio je švicarski benediktinski redovnik nadopatije Maria Einsiedeln i kardinal Katoličke Crkve.
Od 1962. do 1965. sudjelovao je na Drugom vatikanskom saboru.
Službovao je kao prefekt Kongregacije za bogoštovlje u Rimskoj kuriji od 1969. do smrti, a 1967. je uzdignut na čast kardinalata.